# Kullorsuaq
Kullorsuaq – miejscowość na Grenlandii, w gminie Qaasuitsup, położona na Archipelagu Upernavik. Według danych oficjalnych na rok 2011 liczy 415 mieszkańców. W Kullorsuaq znajduje się Heliport Kullorsuaq.